# Wijken en buurten in Cranendonck
De Nederlandse gemeente Cranendonck is voor statistische doeleinden onderverdeeld in wijken en buurten. De gemeente is verdeeld in de volgende statistische wijken:
- Wijk 00 Budel (CBS-wijkcode:170600)
- Wijk 01 Schoot (CBS-wijkcode:170601)
- Wijk 02 Dorplein (CBS-wijkcode:170602)
- Wijk 03 Maarheeze (CBS-wijkcode:170603)
- Wijk 04 Soerendonk (CBS-wijkcode:170604)
- Wijk 05 Gastel (CBS-wijkcode:170605)

Een statistische wijk kan bestaan uit meerdere buurten. Onderstaande tabel geeft de buurtindeling met kentallen volgens het Centraal Bureau voor de Statistiek (2008):
| CBS-buurtcode | Buurtnaam                              | Inwonertal | Opp. totaal (ha) | Opp. land (ha) | Ligging                |
| ------------- | -------------------------------------- | ---------- | ---------------- | -------------- | ---------------------- |
| BU17060000    | Budel                                  | 7690       | 300              | 300            | Locatie in de gemeente |
| BU17060001    | Heikant, Meemortel, Bosch              | 410        | 195              | 195            | Locatie in de gemeente |
| BU17060002    | Keunenhoek Broekkant Schoordijk        | 380        | 217              | 217            | Locatie in de gemeente |
| BU17060008    | Verspreide huizen Berg en Toom         | 360        | 426              | 426            | Locatie in de gemeente |
| BU17060009    | Verspreide huizen in het Oosten        | 140        | 1479             | 1472           | Locatie in de gemeente |
| BU17060100    | Budel-Schoot                           | 1930       | 75               | 75             | Locatie in de gemeente |
| BU17060101    | Klein-Schoot                           | 110        | 210              | 210            | Locatie in de gemeente |
| BU17060109    | Verspreide huizen in het Westen        | 120        | 95               | 95             | Locatie in de gemeente |
| BU17060200    | Budel-Dorplein                         | 1430       | 118              | 117            | Locatie in de gemeente |
| BU17060201    | Industrieterrein Dorplein              | 0          | 480              | 460            | Locatie in de gemeente |
| BU17060209    | Verspreide huizen Budel-Dorplein       | 20         | 459              | 378            | Locatie in de gemeente |
| BU17060300    | Maarheeze                              | 4690       | 185              | 185            | Locatie in de gemeente |
| BU17060301    | Kamersven                              | 230        | 98               | 98             | Locatie in de gemeente |
| BU17060302    | Industrieterrein Den Engelsman Rondven | 10         | 65               | 65             | Locatie in de gemeente |
| BU17060308    | Verspreide huizen Hugten               | 220        | 1226             | 1226           | Locatie in de gemeente |
| BU17060309    | Verspreide huizen Maarheeze            | 120        | 427              | 420            | Locatie in de gemeente |
| BU17060400    | Soerendonk                             | 1590       | 327              | 327            | Locatie in de gemeente |
| BU17060409    | Verspreide huizen Soerendonk           | 110        | 841              | 823            | Locatie in de gemeente |
| BU17060500    | Gastel                                 | 690        | 204              | 204            | Locatie in de gemeente |
| BU17060509    | Verspreide huizen Gastelse Hei         | 10         | 388              | 388            | Locatie in de gemeente |